# Federico Spurr
Federico Spurr (Buenos Aires, 1849 – junio de 1893) fue un marino argentino que tuvo activa participación en la revolución de 1874 y en las exploraciones de la Patagonia.

## Biografía
Hijo de un inmigrante británico, ingresó a la marina de guerra en julio de 1864, como cadete, y participó en la Guerra del Paraguay, sobre todo en el transporte de tropas terrestres a través del río Paraná. En 1867, con tan solo 18 años, asumió el mando de un vapor. Participó en la guerra contra el caudillo entrerriano López Jordán.
En 1871 fue miembro de una campaña de exploración de la costa patagónica y sus ríos.
Al estallar la revolución de 1874, se unió a los revolucionarios al mando de la corbeta Uruguay, que por un tiempo logró mantener fuera del alcance del resto de la marina de guerra. Carente de apoyo terrestre – debido a que las tropas de Mitre operaban a cientos de kilómetros de allí – debió refugiarse con su nave en Montevideo. El gobierno uruguayo esperó a estar seguro de la derrota de los revolucionarios, tras lo cual lo obligó a zarpar hacia el Río de la Plata, donde fue obligado a rendirse por el comodoro Augusto Lasserre. Fue dado de baja y estuvo a punto de ser condenado a muerte.
Sorpresivamente, fue reincorporado a la Armada en enero del año siguiente y puesto al mando de un buque. Para evitarle tentaciones políticas, se lo destinó a una misión de exploración del río Bermejo, que llegó a la conclusión inevitable y frustrante de que ese río no sería nunca navegable. De todos modos, logró recuperar un buque de un expedicionario norteamericano, que había sido muerto por los indígenas.
Pasó luego al servicio de puertos patagónicos, y participó en la Conquista del Desierto de 1879. Durante los años siguientes se dedicó a la exploración de las costas patagónicas y al apoyo naval a los puertos de esa zona al mando del transporte Villarino.
El 19 de diciembre de 1885 transportó al gobernador de la Patagonia, Ramón Lista, en la instalación de la sede de la Prefectura Naval Argentina en Río Gallegos, fecha que se considera la de la fundación de la ciudad. Al año siguiente, condujo a Lista en la exploración de Tierra del Fuego, que se inició con una matanza de indígenas selknam); tras las recriminaciones del misionero José Fagnano y del capitán Spurr, las relaciones con los indígenas mejoraron algo, y se pudo explorar la costa este de la isla, incluyendo el descubrimiento del río Grande. Esta misión formó parte de la expedición naval comandada por el comodoro Lasserre, que también tomó posesión de Ushuaia.
En 1889 fue enviado a Inglaterra como comandante del acorazado Almirante Brown, la nave más poderosa de la flota, para cambiarle toda la artillería, ante la inminencia de un conflicto armado con Chile.
Mostró cierta simpatía por la Revolución del Parque, de 1890, pero colaboró en su represión.
Falleció en Buenos Aires en junio de 1893.